# Paragallinula angulata
La gallinella d'acqua minore, gallinella minore o sciabica minore  (Paragallinula angulata sin. Gallinula angulata  (Sundevall, 1850)) è un uccello appartenente alla famiglia dei Rallidi diffuso nell'Africa subsahariana. È l'unica specie nota del genere Paragallinula.

## Descrizione
Il piumaggio nero-brunastro e il becco giallo dotato alla base di una cera rossa, la rendono molto somigliante  a Gallinula chloropus, da cui si differenzia per le minori dimensioni: 22–23 cm di lunghezza e 100-150 g di peso.

## Biologia
È un uccello acquatico che si nutre di molluschi, insetti, semi e fiori.

## Distribuzione e habitat
La specie ha in ampio areale che comprende Angola, Benin, Botswana, Burkina Faso, Burundi, Camerun, Repubblica Centrafricana, Ciad, Repubblica Democratica del Congo, Costa d'Avorio, Guinea Equatoriale, Etiopia, Gabon, Gambia, Ghana, Guinea, Guinea-Bissau, Kenya, Lesotho, Liberia, Malawi, Mali, Mauritania, Mozambico, Namibia, Niger, Nigeria, Ruanda, Senegal, Sierra Leone, Somalia, Sudafrica, Sud Sudan, Sudan, Swaziland, Tanzania, Togo, Uganda, Zambia e Zimbabwe.

## Tassonomia
Descritta dall'ornitologo svedese Carl Jakob Sundevall come Gallinula angulata, questa entità è stata recentemente segregata, sulla base di analisi molecolari, in un genere a sé stante.